# Egil Olsen
Egil Roger Olsen (Frederikstad, 22 april 1942) is een Noors voetbalcoach en voormalig voetballer. Hij speelde 16 keer voor het Noors voetbalelftal en was in twee periodes bondscoach van Noorwegen.

## Biografie
Als speler was Olsen vooral succesvol bij Vålerenga en Sarpsborg. In die periode speelde hij ook in het Noors voetbalelftal. Olsen haalde zijn diploma aan de Norges idrettshøgskole (NIH) en behaalde ook zijn trainersdiploma's.
Hij startte als trainer bij wat kleinere Noorse clubs. In 1979 kwam hij in dienst van de Noorse voetbalbond waar hij het onder 21 elftal ging coachen. Van 1985 tot 1988 trainde Olsen FK Lyn maar liep tweemaal promotie naar het hoogste niveau mis. In 1986 was hij een van de initiatiefnemers van de Norsk Fotballtrenerforening (NFT, de Noorse vereniging van voetbaltrainers). Het seizoen 1989 trainde hij Aalesunds FK in de 1. Divisjon. Hij kende een moeizaam begin met de club, maar wist degradatie te voorkomen. Hierna keerde Olsen terug bij de nationale bond waar de goede resultaten van het olympisch elftal, onder 23, opvielen.
Toen Ingvar Stadheim eind 1990 ontslagen werd als coach van het Noors voetbalelftal werd Olsen de nieuwe bondscoach. Met Noorwegen plaatste Olsen zich voor het wereldkampioenschap voetbal in 1994 en 1998. In zijn periode als trainer van Vålerenga in 1998/99 vielen de resultaten tegen. In Engeland werd Olsen trainer van Wimbledon FC nadat Joe Kinnear, de coach sinds 1992, zijn functie neerlegde ten gevolge van een hartaanval. In april 2000 werd Olsen ontslagen, waarna de club op de laatste speeldag uit de Premier League degradeerde. Olsen trainde kort Noorwegen onder 19 en trainde in 2004 en 2005 weinig succesvol Fredrikstad FK.
In september 2007 werd hij aangesteld als bondscoach van het Iraaks voetbalelftal. Na tegenvallende resultaten werd hij in februari 2008 ontslagen. Later dat jaar fungeerde hij als coach van het voetbalelftal FK Zebra in de gelijknamige realitytelevisieserie. In januari 2009 werd Olsen opnieuw bondscoach van Noorwegen. Het lukte hem niet zich met het team te plaatsen voor een eindtoernooi en in september 2013 werd hij vervangen. In 2014 was hij nog kortstondig trainer van Lyn.
1 Thorstvedt ·
2 Halle ·
3 Johnsen ·
4 Bratseth  ·
5 Bjørnebye ·
6 Flo ·
7 Mykland ·
8 Leonhardsen ·
9 Fjørtoft ·
10 Rekdal ·
11 Jakobsen ·
12 Grodås ·
13 Riise ·
14 Nilsen ·
15 Løken ·
16 Sørloth ·
17 Eggen ·
18 Håland ·
19 Strand ·
20 Berg ·
21 Rushfeldt ·
22 Bohinen ·
Coach: Olsen